# Lý thuyết phi tuyến các laser bán dẫn
Lý thuyết laser bán dẫn Fabry-Perot (FP) đã chứng minh là phi tuyến, vì độ lợi , chỉ số khúc xạ , và hệ số tổn thất  là các hàm của dòng năng lượng.
Lý thuyết phi tuyến  có thể giải thích một số thí nghiệm mà một số thí nghiệm thậm chí không thể giải thích (ví dụ, độ rộng tuyến tính laser), ít được mô hình hoá hơn, dựa trên các mô hình lý thuyết khác; điều này cho thấy lý thuyết phi tuyến phát triển là một mô hình mới của lý thuyết laser.

## Phương trình trong môi trường khuếch đại
Các phương trình Maxwell mô tả trường cho môi trường thụ động và không thể được sử dụng để mô tả trường trong laser và khuếch đại lượng tử. Các phương trình hiện tượng bắt nguồn từ trường điện từ trong môi trường khuếch đại, tức là phương trình Maxwell cho môi trường đó, và định lý Poynting cho các phương trình này . Phương trình Maxwell trong môi trường khuếch sử dụng để thu được các phương trình về dòng năng lượng và mô tả hiệu ứng pha phi tuyến .
{\displaystyle (1)\quad rot{\vec {H}}=(\sigma -\eta ){\vec {E}}+{\partial {\vec {D}} \over \partial t},}
trong đó η là một hệ số độ lợi riêng; σ là độ dẫn riêng mô tả các tổn thất không đồng bộ (ví dụ, trên các electron tự do). Các phương trình Maxwell khác được sử dụng không thay đổi.
{\displaystyle (2)\quad rot{\vec {E}}=-{\partial B \over \partial t},divD=0,divB=0,}
{\displaystyle (3)\quad D=\epsilon '\epsilon _{0}E,B=\mu _{0}\mu H,}
Định lý Poynting rút ra từ (1)-(3):

{\displaystyle (4)\quad \int _{V}\eta |E(\omega )|^{2}\,dv=\int _{V}\sigma |E(\omega )|^{2}\,dv+\oint _{S}(Sn)ds,}